# 2018-as Strade Bianche
A 2018-as Strade Bianche volt az országútikerékpár-verseny 73. kiírása, illetve a 2018-as UCI World Tour ötödik versenye. Az egynapos versenyt március 3-án rendezték 21 csapat részvételével.
A győztes Tiesj Benoot lett, aki először a főmezőnytől ellépve érte utol Bardet-t és a Cyclocross világbajnok van Aertet, majd tőlük is elszakadva magabiztosan nyerte meg a versenyt.

## Részt vevő csapatok

### World Tour csapatok
A versenyen az összes World Tour csapat elindult.
| - AG2R La Mondiale - Astana - Bahrain–Merida - BMC Racing Team - Bora–Hansgrohe - EF Education First–Drapac p/b Cannondale |  | - FDJ - Katyusa–Alpecin - Lotto Soudal - Mitchelton–Scott - Movistar Team - Quick Step Floors |  | - Team Dimension Data - Team Lotto NL–Jumbo - Team Sky - Team Sunweb - Trek–Segafredo - UAE Team Emirates |

### Pro-kontinentális csapatok
| - Cofidis - Fortuneo–Samsic - Roompot |  | - Sport Vlaanderen–Baloise - Vérandas Willems–Crelan - Vital Concept |  | - Wanty–Groupe Gobert - WB Aqua Protect Veranclassic |

## Végeredmény
| Helyezés | Versenyző          | Csapat                  | Idő        |
| -------- | ------------------ | ----------------------- | ---------- |
| 1.       | Tiesj Benoot       | Lotto Soudal            | 5h 03' 33" |
| 2.       | Romain Bardet      | AG2R La Mondiale        | +39"       |
| 3.       | Wout van Aert      | Vérandas Willems–Crelan | +58"       |
| 4.       | Alejandro Valverde | Movistar Team           | +1' 25"    |
| 5.       | Giovanni Visconti  | Bahrain–Merida          | +1' 27"    |
| 6.       | Robert Power       | Mitchelton–Scott        | +1' 29"    |
| 7.       | Zdeněk Štybar      | Quick Step Floors       | +1' 42"    |
| 8.       | Peter Sagan        | Bora–Hansgrohe          | +2' 08"    |
| 9.       | Peter Serry        | Quick Step Floors       | +2' 11"    |
| 10.      | Gregor Mühlberger  | Bora–Hansgrohe          | +2' 16"    |

## Külső hivatkozások
- A Strade Bianche hivatalos honlapja
- Végeredmény Archiválva 2018. március 6-i dátummal a Wayback Machine-ben